# Stacey Solomon
Stacey Solomon (* 9. Oktober 1989 in Dagenham, Essex, England) ist eine britische Sängerin. Sie wurde 2009 durch die britische Castingshow The X Factor bekannt.

## Leben
Solomon wuchs in einer jüdischen Familie auf und lebte nach der Scheidung ihrer Eltern mit ihren Geschwistern Jemma und Matthew bei ihrer Mutter. Im Alter von 17 Jahren wurde sie von ihrem damaligen Freund schwanger und Mutter eines kleinen Jungen, den sie nach der Trennung von ihrem Freund einige Jahre lang allein aufzog. Aus diesem Grund wurde ihr 2011 der Preis Celebrity Mother of the Year verliehen. Im Frühjahr desselben Jahres veröffentlichte sie ihre Autobiographie Stacey: My Story So Far, in der sie sich vor allem auf ihre frühe Mutterschaft konzentriert.

## Karriere
Bei ihrer Audition für die Castingshow The X Factor sang sie den Titel What a Wonderful World von Louis Armstrong und erntete dabei von allen Jurymitgliedern positive Reaktionen. Die Show beendete sie als Drittplatzierte hinter Joe McElderry und Olly Murs. Anschließend ging sie mit den anderen Finalisten durch Großbritannien auf Tour. 2010 nahm sie bei der Reality-Show I'm a Celebrity...Get Me Out of Here! teil, dem britischen Pendant des deutschen Dschungelcamps. Dabei ging sie als Gewinnerin hervor und war zugleich die dritte Frau, die diese Show je gewonnen hat. Im Januar 2011 kündigte sie an, sich jetzt auf ihre Solokarriere konzentrieren zu wollen.

## Diskografie
Alben
- Shy (2015)

Singles
- You Are Not Alone (2009)
- Driving Home for Christmas (2011)
- Shy (2015)

## Schriften
- Stacey Solomon: Stacey: My Story So Far, Penguin Books, 2011.